# 水月桃子
水月 桃子（みずき ももこ、1991年5月16日 - ）は、日本のグラビアアイドル、歌手、タレント。埼玉県出身。UMG株式会社所属。

## 略歴
- 2010年1月、4人組のアイドルグループ歌姫☆サプライズの「制服を脱がさないで!」でCDデビュー[1]。同年6月、シングル「キミボク」でソロ・デビュー[2]。
- 2012年6月、初のソロDVD『もこたん』をリリース[3]。また"日テレジェニック2012"でファイナリストとなる[4]。
- 2013年4月、グラドルユニット「ミルキー☆クラウン」のメンバーになる。あるあるCityイメージガールコンテストにてグランプリを獲得。
- 2014年4月15日、ミスアクション2014のグランプリを獲得する[5]。
- 2014年6月、エアリーズレコードにて「アレキサンドライト/百花乱世」をリリース。
- 2014年10月1日、ゴールドスターへ移籍。2016年5月23日のアメブロにて、療養の為無期限の活動休止の報告。同年6月9日、ゴールドスター退所。同年7月1日、アメブロにて芸能活動再開の報告が本人よりなされる。2018年9月よりギャレエンタテインメントに所属[6]。2020年4月、ギャレエンタテインメントを退所。
- 2018年9月、Premonyに新メンバーとして加入することを発表[7]。2020年3月、Premonyを脱退。
- 2018年11月、AbemaTV「【全日本○○グラドルコンテスト】アビリティ」で行われた全日本歌姫グラドルコンテストで優勝[8]。

## 人物
- 妹が1人いる[9]。
- 中学・高校時代は合唱部に在籍[10]。「歌手活動もしながらマルチタレントとして活躍」している中川翔子を目標としている[11]。
- 「もこたん」の愛称で知られ、人気である。
- チャームポイントは笑顔。

## 作品

### シングル
水月桃子
- キミボク（2010年6月2日、色彩RECORDS）
- アレキサンドライト/百花乱世[12]（2014年6月25日、Aries Records）

歌姫☆サプライズ
- 制服を脱がさないで!（2010年1月6日、色彩RECORDS）

### 映像作品
- 純粋ラプソディー2 イメージ篇 少女のときめき ドキドキ （2009年11月20日、大洋図書）
- 純粋ラプソディー2　走れ、ときめき少女（2009年12月11日、大洋図書）
- もこたん（2012年6月22日、竹書房）
- スウィート リップス（2012年9月20日、ラインコミュニケーションズ）
- 〜触りたくなる一眼レフムービー〜（2013年4月19日、メディアブランド）
- 愛と勇気ともこたん（2013年8月30日、シャイニングスター）
- 制服を脱いだら…（2013年11月29日、シャイニングスター）
- ミスアクション2014（2014年6月27日、シャイニングスター）
- Peach Hip（2015年2月6日、キングダム）
- 私のお兄ちゃん！（2015年9月18日、イーネット・フロンティア）
- あなたのももこ（2016年2月19日、GRAVISION）

## 出演

### 映画
- 「ゴーストパイターズ[13]」（2016年、監督：ウンノヨウジ） - 二山妃芽 役[14]

### 舞台
2011年 - 2012年
- アリスインプロジェクト「ハルモニアガーデン」月組（2011年8月10日 - 14日、池袋・シアターKASSAI） - 泉さくら 役
- W-Speak『笑劇SUMMER』「登校日」「海の家」（2012年8月23日 - 26日、池袋・シアターKASSAI）
- W-Speak『笑劇LOVERS』「帰ってきたキス部」 （2012年12月26日 - 30日、池袋・シアターKASSAI）

2015年
- u-you.company「UTSUKE」現代編（2015年2月11日 - 14日、池袋・シアターグリーン BIGTREE THEATER） - 笠置綾乃 役
- u-you.company「ハッピーゴー☆アンラッキー」（2015年6月17日 - 22日、下北沢・Geki地下Liberty） - 来須杏 役
- ハイスクールふじ舞台「アイドル×芸人学園 -しし座流星群に願いを-」（2015年11月27日、池袋・シアターグリーン BASE THEATER） - 日替わりゲスト

2016年
- アリスインプロジェクト「陰陽よろず屋 開業中!」（2016年2月24日 - 28日、築地・ブディストホール） - 白姫 役
- アサルトリリィ×私立ルドビコ女学院「シュベスターの祈り」（2016年4月16日 - 24日、サンモールスタジオ） - 花丘・アンジェラ・萌 役
- u-you.company「マスターアイドル」（2016年5月25日 - 30日、下北沢・Geki地下Liberty） - 美紅 役
- 舞台のぶニャがの野望「ねこ軍議〜飼い猫はどいつニャ？〜」 - 濃姫ニャン 役
  - 東京公演（2016年8月11日 - 14日、新大久保・R'sアートコート）
  - 滋賀公演（2016年8月20日 - 21日、近江長岡・ルッチプラザ）

- MAIA STARSHIP「月喰マスカレイド prism waltz」（2016年12月16日 - 18日、王子・ベースメントモンスター） - チーム望 主演・真夢（まなむ） 役

2017年
- アリスインプロジェクト「DANCE DANCE DANCE! 踊りが丘学園〜これが私の舞活動〜」（2017年2月9日 - 19日、池袋・シアターKASSAI） - サニー 役
- アリスインプロジェクト「イマジカル・マテリアル」（2017年3月15日 - 20日、新宿村LIVE） - カスミ 役
- ベニバラ兎団「優しい電子回路」（2017年4月4日 - 9日、新宿・サンモールスタジオ） - ヘソ美 役
- アリスインプロジェクト「名探偵はじめました! 2017」（2017年5月3日 - 8日、新宿・シアターブラッツ） - 沢谷弥生 役
- GHETTOプロデュース「Big Mouth」（2017年6月15日 - 18日、新宿・シアターブラッツ） - Bチーム 希美 役
- アリスインプロジェクト「クォンタムドールズ2017」（2017年7月5日 - 9日、六行会ホール） - メリーベル 役
- オッドエンタテインメント「蒼海のティーダ〜Truth〜」（2017年8月9日 - 13日、CBGKシブゲキ!!） - テルヤ・ラミ 役
- JAM STAGE「慌てん坊の酔いどれたち」（2017年10月5日 - 9日、中野・Dining Bar CLOVER） - 菜穂 役
- 園田英樹演劇祭「いつか、どこかに」（2017年12月22日・26日・27日、新宿・シアターミラクル） - 井川あけみ 役

2018年
- M-SMILE「まいっちんぐマチコ先生〜こんな世界に誰がした??世直しバック・トゥ・ザ・ティーチャーの巻〜」（2018年5月3日 - 6日、築地・ブディストホール） - 池下ケンコ 役
- 縁劇人「あいたま」東京再演（2018年6月13日 - 17日、恵比寿・エコー劇場） - 水橋蓮 役
- ピウス企画「虚言癖倶楽部」（2018年7月11日 - 16日、新宿・サンモールスタジオ） - Aチーム 青山若葉 役

2019年
- Office54「23区女子-FINAL-」（2019年8月29日 - 31日、座・高円寺2） - 港区 役

2020年
- ILLUMINUS「リモ女☆演劇部活動中!」（2020年9月2日 - 6日、池袋・シアターKASSAI） - 加東心春（ココハ） 役
- シューティング歌劇「ゴシックは魔法乙女」（2020年2月12日 - 17日、新宿村LIVE）- カモミール 役

2021年
- 劇団☆ディアステージ「ネコにマタタビ♡アキバにオタク」（2021年9月23日 - 26日、池袋・シアターKASSAI） - でべそ 役
- Studio K'z「劇場版演劇バラエティ『アイガク』秋晴シリーズ」「アイガク・バトラーズ」（2021年10月29日、秋葉原・BECK akiba）

2022年
- 劇団☆ディアステージ「トラブルメーカーwww」（2022年1月19日 - 23日、池袋・シアターKASSAI） - マコト 役

### ネット配信
- アリスインプロジェクト「ドナーイレブン&秋フェスオンライン」（2020年10月1日 - 11日、ZAIKO）[28]
  - オンライン心理バトル「ドナーイレブン」～リモートコンサルテーション～（2020年10月1日 - 11日）
  - 「舞台上映&キャストトーク」（2020年10月3日 - 9日）
  - 「アイガク・バトラーズ」6vs6オンライン学園バトル（2020年10月10日）

### テレビ
- ガールズソングセレクション（テレビ埼玉・エンタ!371）
- アイドルの穴〜日テレジェニックを探せ!〜（日本テレビ、2012年4月 - 5月)キャッチフレーズはロリ顔Gカップ
- ゴッドタン 第6回「キモンスターズ・チャンプ」（テレビ東京、2014年8月16日）
- 真夜中のおバカ騒ぎ!（2016年10月 - 2017年1月、チバテレ、TOKYO MX）
- 全力坂（テレビ朝日、2017年9月 - 10月）

### インターネットテレビ
- Marvel-Beach（アキバ系BBチャンネル）
- バンドル（アキバ系BBチャンネル）
- アイドル育成計画! きゅるるん学園（アキバ系BBチャンネル）
- Love is Idol（アキバ系BBチャンネル）
- グラ☆スタ! バンバン （ニコニコチャンネル『グラ☆スタ！チャンネル』）
- 土曜の夜は尻上がり!「ピーチゃんねる」（AbemaSPECIAL、2016年7月 - 2018年7月1日）
- 邪道だらけの夜の大運動会2018（AbemaTV AbemaSPECIAL2、2018年4月30日 - 5月1日）
- 全日本女子パリピ選手権（2018年5月12日 - 13日、AbemaTV） - 崖っぷちグラドル軍団
- 全日本パリピ選手権（2018年9月22日、AbemaTV） - 新生崖っぷちグラドル軍団